# Hans-Werner Bussmann
Hans-Werner Bussmann (* 27. Dezember 1949 in Stuttgart) ist ein deutscher Diplomat und seit 2009 Generalkonsul der Bundesrepublik Deutschland in Kapstadt.

## Leben
Nach dem Abitur und der Ableistung des Wehrdienstes von 1968 bis 1969 bei der Bundeswehr absolvierte Bussmann von 1970 bis 1974 ein Studium der Rechtswissenschaften an der Eberhard Karls Universität Tübingen, das er 1974 mit dem Ersten Juristischen Staatsexamen abschloss. Während des Studiums besuchte er 1972 den Sommerkurs für Völkerrecht an der Haager Akademie für Völkerrecht sowie 1973 einen Kurs im Fach Common Law der London School of Economics and Political Science. Nachdem er sich von 1975 bis 1977 im Referendariat in Stuttgart, Tübingen und Braunschweig befand, legte er 1977 das Zweite Juristische Staatsexamen ab und war daraufhin amtlich bestellter Vertreter eines Rechtsanwalts und Notars.
1978 trat Bussmann in den Auswärtigen Dienst ein und fand nach Abschluss der Laufbahnprüfung für den höheren Dienst von 1980 bis 1983 Verwendung als Legationsrat und Referent für innenpolitische Angelegenheiten und Leiter des Kulturreferats an der Botschaft in Jugoslawien. Im Anschluss war er bis 1986 Legationsrat Erster Klasse und Referent im Referat für allgemeine Personalangelegenheiten in der Zentralabteilung des Auswärtigen Amtes in Bonn sowie daraufhin zwischen 1986 und 1990 Ständiger Vertreter des Botschafters und Leiter des Referats für wirtschafts- und entwicklungspolitische Zusammenarbeit der Botschaft in Simbabwe.
Danach war Bussmann zwischen 1990 und 1992 Botschaftsrat und Leiter des Referats für rechtliche-, soziale- sowie grenzübergreifende Angelegenheiten an der Botschaft in den Niederlanden und im Anschluss als Vortragender Legationsrat und Leiter des Referats für die Weiterentwicklung der gemeinsamen Außen- und Sicherheitspolitik der Europäischen Union und für das deutsche Personal bei europäischen Institutionen im Auswärtigen Amt, ehe er von 1996 bis 2000 Botschaftsrat und Leiter der Kulturabteilung der Botschaft in Griechenland war.
Daraufhin war Bussmann von 2000 bis 2003 als Botschaftsrat Erster Klasse Ständiger Vertreter des Botschafters und Leiter der Politischen Abteilung der Botschaft in Südafrika und dann Beauftragter für den Internationalen Strafgerichtshof und Leiter des Arbeitsstabes IStGH des Auswärtigen Amtes in Berlin, ehe er zwischen 2006 und 2009 als Gesandter Ständiger Vertreter des Botschafters und Leiter der Politischen Abteilung der Botschaft in Ägypten war.
Seit August 2009 ist Hans-Werner Bussmann Generalkonsul der Bundesrepublik Deutschland in Kapstadt und damit in Südafrika für das Ost-, Nord- und Westkap sowie St. Helena und andere britische Nebengebiete zuständig. In Kapstadt wurde er Nachfolger von Jörg-Werner Marquardt, der zum Botschafter in Angola ernannt wurde.